# Diaea graphica
Diaea graphica is een spinnensoort in de taxonomische indeling van de krabspinnen (Thomisidae).
Het dier behoort tot het geslacht Diaea. De wetenschappelijke naam van de soort werd voor het eerst geldig gepubliceerd in 1882 door Eugène Simon.